# Seisla
Seisla é um município da Alemanha localizado no distrito de Saale-Orla, estado de Turíngia.
Pertence ao Verwaltungsgemeinschaft de Ranis-Ziegenrück.

## Demografia
Evolução da população (31 de dezembro):
| - 1994 – 165 - 1995 – 173 - 1996 – 171 - 1997 – 171 | - 1998 – 165 - 1999 – 166 - 2000 – 163 - 2001 – 163 | - 2002 – 174 - 2003 – 173 - 2004 – 171 - 2005 – 164 |

Fonte: Thüringer Landesamt für Statistik